# Kathryn Miller Haines
Kathryn Miller Haines (geboren 1971) ist eine amerikanische Schriftstellerin und Schauspielerin. Bekannt wurde sie mit ihrer Rosie-Winter-Krimireihe. 1994 zog Haines nach Pittsburgh, wo sie an der University of Pittsburgh ihren Master absolvierte. Sie war stellvertretende Direktorin des Center for American Music an der University of Pittsburgh und wurde 2012 mit ihrem Buch The Girl Is Murder für einen Edgar Award nominiert.

## Werke

### Rosie Winter
- The War Against Miss Winter (2007).
  - Miss Winters Hang zum Risiko. Übersetzt von Kirsten Riesselmann. Suhrkamp Verlag 2009. Insel Verlag 2022, ISBN 978-3-458-68196-0.
- The Winter of Her Discontent (2008).
  - Ein Schlachtplan für Miss Winter. Übersetzt von Kirsten Riesselmann. Suhrkamp 2010, ISBN 978-3-518-46166-2
- Winter in June (2009).
  - Miss Winter lässt nicht locker. Übersetzt von Kirsten Riesselmann. Suhrkamp 2011, ISBN 978-3-518-46264-5
- When Winter Returns (2010).

### The Girl is Murder
- The Girl is Murder (2011).
- The Girl is Trouble (2012).

### Einzelne Titel
- The Girl from Yesterday (2017).

### Stücke
- Sibling Rivalry (2013).